# 千野武廣
千野 武廣（ちの たけひろ、1931年1月9日 - 2012年）は日本の歯学者、歯科医師。松本歯科大学名誉教授、松本歯科大学付属病院元院長。医学博士。

## 略歴・人物
長野県南安曇郡豊科町（現安曇野市）生まれ。長野県松本県ヶ丘高等学校を経て、1959年（昭和34年）大阪大学歯学部卒業。
1962年（昭和37年）九州大学より医学博士号の学位取得。
札幌医科大学教授、松本歯科大学教授を務めた後、定年退官。
松本歯科大学名誉教授。松本歯科大学副学長、松本歯科大学付属病院院長を務めた。

## 著書・訳書共著
- 『顎嚢胞の診断と治療』 H.C. Killey and L.W. Kay〔著〕 ; 千野武広訳（書林）1975.11
- 千野武廣 他 著、大橋靖、加藤譲治、野口政宏 編『抜歯の臨床』医歯薬出版〈月刊「歯界展望」別冊〉、1979年4月。 NCID BN15786437。
- 千野武廣 他 著、伊藤秀夫、塩田重利、高橋庄二郎、宮﨑正 編『口腔病変診断アトラス』医歯薬出版、1980年9月。ISBN 978-4-263-40298-6。 NCID BN15786437。

### 論文
- 千野武広、田中俊彦、針谷竜宜、藤井久弥、佐々木元賢、羽田靖子、黒川一郎「血友病B患者における抜歯例」『日本口腔科学会雑誌』第20巻第3号、日本口腔科学会、1971年7月、559-566頁、doi:10.11277/stomatology1952.20.559、ISSN 0029-0297、NAID 130004334187。
- 千野武広「顎顔面外傷について : 特に治療の立場から」『松本歯科大学研究会誌』第47-48号、松本歯科大学、1974年4月1日、23頁、ISSN 0385-0080、NAID 120005273793。
- 千野武広、佐野雄三、山田源一郎、中川喬吉「眼窩底骨折を併発した頬骨・類骨弓骨折の2症例」『日本口腔外科学会雑誌』第21巻第3号、日本口腔外科学会、1975年、354-361頁、doi:10.5794/jjoms.21.354、ISSN 0021-5163、NAID 130001343490。
- 千野武広、吉田潤一郎、植田章夫、北村豊、鹿毛俊孝、副島敏彦、天野秀雄「強度なるオトガイ唇溝陥凹の治療例」『日本口腔外科学会雑誌』第29巻第2号、日本口腔外科学会、1983年2月、322-326頁、doi:10.5794/jjoms.29.322、ISSN 0021-5163、NAID 130001358689。
- 千野武広「歯科大学・歯学部附属病院における歯科医療従事者とHB肝炎について」『松本歯学』第10巻第1号、松本歯科大学学会、1984年6月30日、1-16頁、ISSN 0385-1613、NAID 120005437116。
- 『習慣性顎関節脱臼を伴った下顎前突症の外科的矯正による一治験例』廣俊明、小川康、西本雅弘、出口敏雄、植田章夫、鹿毛俊孝、千野武廣 顎変形誌8：90 -93、1989．
- 植田章夫, 後藤一輔, 福原篤, 森亮太, 小松史, 達谷英文, 千野武廣「Hydroxyapatite-Coated Dental Implantの臨床的検討 -咬合力およびインプラント体周囲歯肉の長期的評価-」『日本口腔インプラント学会誌』第11巻第4号、(公社)日本口腔インプラント学会、1998年12月、521-533頁、doi:10.11237/jsoi.11.521、ISSN 09146695、NAID 10005674698。
- 植田章夫, 中嶌哲, 川上敏行, 千野武廣「副腎皮質ホルモン剤常用の潰瘍性大腸炎患者に発生した下唇癌の1例」『有病者歯科医療』第5巻第2号、日本有病者歯科医療学会、1997年、126-131頁、doi:10.11255/jjmcp1992.5.126、ISSN 0918-8150、NAID 130004102830。
- 山岸眞弓美, 北村豊, 矢ケ崎崇, 中嶌哲, 千野武廣, 安東基善, 枝重夫「歯肉に発生した色素性母斑の1症例」『日本口腔外科学会雑誌』第35巻第7号、日本口腔外科学会、1989年、1886-1889頁、doi:10.5794/jjoms.35.1886、ISSN 0021-5163、NAID 130001356839。

### 博士論文
- 千野武広『4-nitroquinoline N-oxideの塗布による口腔癌の実験的生成』 九州大学〈医学博士 甲第0106号〉、1963年。hdl:2324/443340。 NAID 500000461912。

## 所属学会
- 日本口腔科学会名誉会員[7]
- 日本有病者歯科医療学会 名誉会長[8]
- 国際歯科研究学会 終身会員[9]